# Bion von Abdera
Bion von Abdera (altgriechisch Βίων) war ein griechischer Mathematiker und Philosoph aus Abdera. Seine Lebensdaten sind ungewiss.
Bion war nach Diogenes Laertios ein Schüler des ebenfalls aus Abdera stammenden Demokrit und schrieb sowohl in ionischem als auch in attischem Griechisch. Er habe als erster aus der Abhängigkeit der Tageslänge von der Jahreszeit und der geographischen Breite geschlossen, dass es einen Ort gibt, wo Tag und Nacht jeweils sechs Monate dauerten.
Strabon erwähnt einen Astronomen Bion, der als Experte bezüglich der Winde galt. Wahrscheinlich bezieht er sich auf dieselbe Person.